# Макфарлейн, Сет
Сет Ву́дбери Макфа́рлейн (англ. Seth Woodbury MacFarlane; 26 октября 1973, Кент, Коннектикут, США) — американский актёр кино, телевидения и озвучивания, аниматор, сценарист, продюсер, режиссёр, комик, музыкант и певец. Стал известен благодаря созданию мультсериалов «Гриффины», «Американский папаша!» и «Шоу Кливленда». В 2013 году Макфарлейн вёл 85-ю церемонию вручения премии «Оскар».

## Биография

### Карьера
Макфарлейн получил свой аттестат в школе города Кент (штат Коннектикут) от директора, который ранее часто упрекал Макфарлейна за его «тупой» юмор. Сет пошёл учиться анимационному делу в Дизайнерскую школу Род Айленда (англ. Rhode Island School of Design), после окончания которой уже был полностью поглощён созданием «Гриффинов». Ещё учась в колледже, он создал небольшой мультфильм под названием «Жизнь Ларри» (англ. The Life of Larry), который впоследствии и стал прародителем «Гриффинов».
После обучения Сета наняла студия Hanna-Barbera, и вскоре он уже работал аниматором и сценаристом на канале Cartoon Network над сериями мультфильмов «Джонни Браво», «Лаборатория Декстера» и «Коровка и Петушок». Макфарлейн также писал сценарии для анимационного телесериала «Эйс Вентура: Розыск домашних животных». В 1996 году Макфарлейн создал продолжение своей «Жизни Ларри» для Hanna-Barbera Productions — «Ларри и Стив» (англ. Larry and Steve). Главными героями были неуклюжий мужчина по имени Ларри и его высокообразованный, но циничный пёс Стив. Серии стали показывать по телевидению на каналах Cartoon Network и World Premiere Toons. Через некоторое время продюсеры канала FOX, увидев эпизоды с Ларри, заключили контракт с Макфарлейном на создание сериала, базирующегося на этих персонажах.
Непосредственно до начала «Гриффинов» в 1998 году, Фред Сейбер, пригласивший Макфарлейна на работу в Hanna-Barbera, предложил ему написать сценарий и выступить продюсером сериала Zoomates для шоу Oh Yeah! Cartoons производства Frederator Studios для канала «Nickelodeon».

### Гриффины
Сет Макфарлейн озвучивает множество главных персонажей в телевизионном сериале «Гриффины», где рассказывается о жизни этой семьи. Сет одновременно озвучивает Питера — главу семьи, Брайана — красноречивого и рационального пса-алкоголика, Стьюи — одаренного малыша с высоким интеллектом, страдающего манией величия, Гленна Куагмира, сексуально-озабоченного соседа «Гриффинов», тестя Питера Картера Пьютдершмидта, а также Тома Такера, ведущего местных новостей. Существуют и другие, менее значительные работы с его участием в сериале. В жизни голос Макфарлейна полностью совпадает с голосом Брайана.

### Американский папаша
«Американский папаша!» — с 1 мая 2005 года сериал стал выходить регулярно на канале FOX. Сюжет сериала развивается вокруг семьи Смитов. Отец семьи по имени Стэн — фанатичный борец с террористами, работающий в ЦРУ. Он — любящий муж и отец двух своих детей, а также двух нестандартных обитателей его дома: пришельца, который спас ему жизнь, и говорящей золотой рыбки с пересаженным мозгом лыжника из Восточной Германии, который участвовал в зимней Олимпиаде 1986 года.
В 2006 году «Американский папаша» был продлён ещё на два сезона. В этом сериале Сет также озвучивает голоса Стэна и Роджера, а его младшая сестра Рейчел Макфарлейн дочь Стэна по имени Хейли.

### Прочие работы

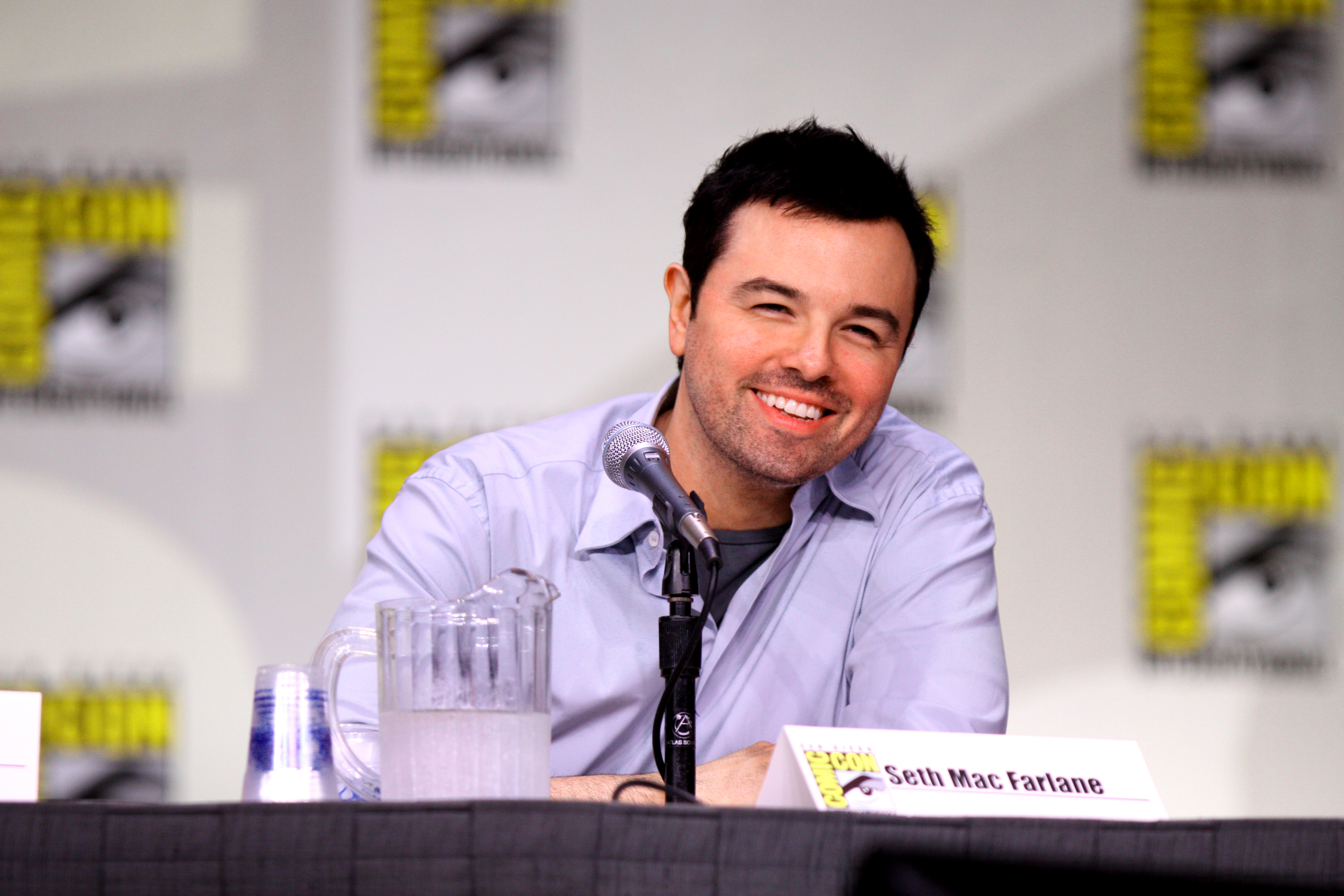
Макфарлейн в 2011 году

C 10 сентября 2008 года Сет Макфарлейн выпускает в Интернете серии небольших мультфильмов под названием «Кавалькада мультипликационных комедий Сета Макфарлейна». Еженедельно серии выходили при поддержке сети ресторанов быстрого питания «Burger King».
Этот интернет-сериал стал началом успешного сотрудничества Макфарлейна с видеосервисом YouTube: в течение первых двух дней видео первой серии (пародия на Super Mario Bros.) посмотрело больше 3 миллионов пользователей.
С 12 мая 2009 года сборники этих серий начали выпускаться на DVD и Blu-ray Disc.
24 сентября 2009 года на канале ABC вышла пилотная серия (англ. No More Good Days) сериала «Вспомни, что будет». Одну из второстепенных ролей в ней играл Сет Макфарлейн, а затем также появлялся и в последующих сериях.
27 сентября 2009 года в эфир вышла пилотная серия мультсериала «Шоу Кливленда», являющегося спин-оффом мультсериала «Гриффины». Макфарлейн является исполнительным продюсером и традиционно озвучивает несколько ролей. Вышло 4 сезона этого шоу.
27 сентября 2011 года выпущен первый альбом Сета Макфарлейна «Music Better Than Words».
12 июля 2012 года вышел полнометражный фильм «Третий лишний», ставший режиссёрским дебютом Макфарлейна. Он также стал продюсером фильма, автором сценария и озвучил главного персонажа. Фильм получил в основном положительные отзывы и побил рекорд сборов в категории комедий с рейтингом R.
В августе 2011 года компанией Fox был анонсирован 13-серийный сиквел к документальному научно-популярному сериалу «Космос: персональное путешествие», который Макфарлейн продюсировал вместе с Энн Друян и Стивеном Сотером. Сериал был назван «Космос: Пространство и время», а его ведущим стал Нил Деграсс Тайсон.
Премьера первой серии состоялась 9 марта 2014 года.
В ней Сет Макфарлейн озвучил анимационного Джордано Бруно.
В 2013 году Макфарлейн и Warner Bros. планировали снять для канала Disney перезапуск мультсериала «Флинтстоуны» с более современным сюжетом, чем в 1960-х. Однако, продюсер отменил это шоу.
В 2014 году Сет Макфарлейн выступил режиссёром и исполнителем главной роли в фильме «Миллион способов потерять голову».
В 2015 году стал режиссёром и всё так же озвучил главного героя фильма «Третий лишний 2».
В 2016 году озвучил мышь по имени Майк из мультфильма студии Illumination «Зверопой».
10 сентября 2017 года состоялась премьера телесериала Макфарлейна «Орвилл», в котором он выступил исполнителем главной роли и одним из сценаристов.

## Личные награды
- Обладатель прайм-таймовой премии «Эмми» 2000 за лучшее озвучивание Стьюи Гриффина в сериале «Гриффины»[12].
- Обладатель премии «Эмми» 2002 за выдающуюся музыку и слова в сериале «Гриффины»[12].
- Обладатель прайм-таймовой премии «Эмми» (англ. Annie Award) 2006 за лучшее озвучивание в мультипликационном сериале на телевидении Стьюи Гриффина в эпизоде «Brian the Bachelor» сериала «Гриффины», которая вышла на экраны 26 июня 2005 года[13].
- Обладатель премии «Webby Awards» 2009 от Международной Академии Цифрового Искусства и Науки[14].
- Номинирован на премию «Эмми» 2009 за лучшее озвучивание Питера Гриффина в сериале «Гриффины» (эпизод «I Dream of Jesus»)[15].
- Номинирован на премию «Оскар» 2013 в номинации лучшая песня к фильму «Everybody Needs a Best Friend» («Третий лишний») музыка: Уолтер Мёрфи, слова: Сет Макфарлейн

## Личная жизнь
С сентября 2012 года Сет Макфарлейн встречался с Эмилией Кларк. В марте 2013 года было объявлено о разрыве их отношений.
11 сентября 2001 года Макфарлейн должен был лететь из Бостона в Лос-Анджелес рейсом American Airlines 11, но опоздал на самолёт, благодаря чему остался жив.

## Общественная деятельность
Макфарлейн — сторонник Демократической партии, поддерживавший президентские кампании Барака Обамы и Берни Сандерса.